# Aspergillus lanosus
Aspergillus lanosus är en svampart som beskrevs av Kamal & Bhargava 1969. Aspergillus lanosus ingår i släktet Aspergillus och familjen Trichocomaceae.   Inga underarter finns listade i Catalogue of Life.